# Antares (foguete argentino)
O Antares, representou uma grande mudança no programa de foguetes de sondagem, fabricados na Argentina. Neste modelo, implementado 
entre 1976 e 1977, foi usado pela primeira vez um combustível sólido a base de PVC. Seu principal objetivo, era realizar ensaios práticos, otimizar funcionalidades 
e preparar o desenvolvimento de um novo foguete. Não se tem notícias sobre oa lançamentos desse 
modelo.

## Especificações
- Número de estágios: 1
- Massa total: 310 kg
- Altura: 4,23 m
- Diâmetro: 27,85 cm
- Carga útil: 88 kg
- Apogeu: 40 km